# Rafael Jordana
Rafael Jordana Butticaz (Zaragoza, 17 de julio de 1941) es un científico español. Catedrático emérito de Fisiología y Zoología. Especialista en colémbolos.

## Biografía

### Formación académica y labor docente
Estudió la licenciatura en Ciencias Naturales (Biológicas) en la Universidad de Barcelona, donde obtuvo el grado de licenciado en julio de 1964, con la calificación de sobresaliente. Su actividad docente comenzó en el Instituto Tajamar (filial número 1 del Ramiro de Maeztu). De allí se trasladó a Barcelona, para comenzar su doctorado y donde fue profesor en la Universidad de Barcelona (1965-1967). De allí se trasladó a Pamplona, donde concluyó su tesis doctoral en Ciencias Biológicas, fue la primera que se defendió en la Facultad de Ciencias, [ y trabajó como profesor en la Universidad de Navarra (1967-1971). En enero de 1971, a los veintinueve años, consiguió dos cátedras simultáneamente: "Fisiología Animal" y "Zoología aplicada", en la Universidad de La Laguna y a petición del rector se incorporó en febrero a dicha universidad, donde ocupó su cátedra. 
En octubre de 1972 se traslada de nuevo a Pamplona, donde trabajó como catedrático de Zoología y Fisiología animal Comparada en la Universidad de Navarra. En la capital foral, recibió el encargo para desarrollar el Departamento de Zoología. En dicho departamento comenzó a archivar las diversas colecciones faunísticas que, posteriormente, se incorporaron al Museo de Zoología de la Universidad de Navarra. Fue el director del museo desde su fundación en 1980 hasta su jubilación.
Publicó sus primeros estudios sobre Collembola en los años 80, desde entonces, incluso durante su jubilación, colabora en la taxonomía e identificación de los Collembola de diversos grupos de investigación españoles y extranjeros.
Desempeñó diversos cargos en la Facultad de Ciencias de la Universidad de Navarra: Director de Estudios (1969-1971), Secretario de la facultad (1973-1975), Vicedecano (1975-1981), Decano (1981-1990); Director del Departamento de Zoología (1972-1993), y Director del Departamento de Zoología y Ecología (1993-1999).
Se jubiló el 30 de septiembre de 2011, pasando a ser catedrático emérito.

### Colémbolos
A lo largo de sus más de sesenta años de investigación biológica, Jordana ha descubierto 247 nuevas especies de invertebrados. Entre otros, los encontrados en Sicilia (2011); en las cuevas del Maestrazgo (Teruel), donde descubrió tres nuevas especies junto con Enrique Baquero (2012); o en el Parque Nacional de la Sierra de Guadarrama, donde descubrió, junto con otros investigadores 59 especies distintas (2018). En la cueva más profunda del mundo describió Plutomurus ortobalaganensis con E. Baquero, 34 nuevas especies para Australia y en las Cuevas de Altamira la Pseudosinella altamirensis.

### Academias y Asociaciones a las que pertenece
- Miembro del Consejo de Patronos para los Centros de Estudios Civiles de la Universidad de Navarra (1977-1984).
- Vocal y miembro fundador Fundación Empresa-Universidad de Navarra (1987-2011).
- Director del Instituto de Biología Aplicada del Instituto Científico y Tecnológico (1991-2011).
- Director de la Colección de Biología de la Editorial Eunsa (1973-2000).
- Miembro de la Sociedad Española de Ciencias Fisiológicas SECF (hasta 1975).
- Miembro de Real Sociedad Española de Historia Natural (RSEHN) (hasta octubre del 2011).
- Miembro de Asociación Española de Entomología (AeE) (hasta octubre del 2011).
- Miembro de European Society for Comparative Physiology and Biochemistry (ESCPB) (hasta 1975).
- Miembro del panel de expertos de la Red Europea de Investigación en Ecosistemas Forestales (hasta 2009).
- Miembro ordinario del Instituto de Investigaciones Económicas y Sociales (IESS) de la Universidad Francisco de Vitoria.[19]

### Publicaciones
Ha publicado 274 trabajos de investigación, de los que 157 se refieren a los Collembola, y 44 de ellos a cuevas o MSS, además de cientos de informes relacionados con empresas alimentarias.

#### Patentes
1.	García-Mina, J.M., Jordana, R. Hernández, M.A Enmienda orgánica, de origen natural, con capacidad para proteger a las plantas de la agresión de patógenos y estimuladora del crecimiento vegetal. Patente española: P9300163 del 28.01.93. ES 2 054 590 B1, 35 pp., 1993, Concesión:14.03.95. fecha publicación del folleto de patente: 01.06.95 publ. 119
2.	García-Mina, J.M. , Jordana, R., Hernández, .M.A. Organic amendment of natural origin capable of protecting plants from the agression of pathogens and of stimulating plant growth. Petición de Patente Europea: 94500010.7 European Patent Application Number. Concesión EP 0 609 168 B 1 N.º 0609 168 A1, 1994, Fecha de concesión: 29.07.1998, Bulletin 1998/31 17 pp publ. 129
3.	Cubierta protectora desechable para sillas de ruedas. Inventor: Rafael Jordana. publicación: 2 526 472. 2015-10-01| patent. PAT: ES2 526 472B1, Inventor

#### Monografías y selección de artículos
1.	Arbeloa, A., Herrera, L., Jordana, R, Fauna de Navarra, l: Coleópteros Crisomélidos. Colección "Diario de Navarra", ISBN: 84-85112-31-8: 18: 261 pp., 1981
2.	Escala, M.C., Jordana, R., Fauna de Navarra, 2: Anfibios y Reptiles. Colección Diario de Navarra. Ediciones y Libros, ISBN: 84-85112-40-7, 23: 233 pp., 1982
3.	Lantero, J.M., Jordana, R, Fauna de Navarra, 3: Mariposas diurnas I. Colección Diario de Navarra. Ediciones y Libros, Pamplona, ISBN: 84-85112-48-2, 28: 243 pp., 1983
4.	Jordana, R Kolemboloak (Collembola Ordena), en: Euskal Herriko Intsektuak. Ed. Kriselu, ISBN: 8477281408l: XI, pp. 65-77, 1989
5.	Jordana, R., Arbea, J.I., Ariño, A.H, Catálogo de Colémbolos ibéricos. Base de datos. Publ. Biol. Univ. Navarra, Ser. Zool., ISSN: 0213-313 X 21: 1-231, 1990
6.	Jordana, R., Arbea, J.I., Simón, C., Luciáñez, M.J, Collembola, Poduromorpha, en: Fauna Ibérica, vol. VIII. Ramos, M.A. et al. (Eds.) Museo Nacional de Ciencias Naturales. C.S.I.C. Madrid, ISBN: 84-00-07644-3, 807 pp., 1997
7.	Jordana, R., Protección frente a Conservación: Gestión. El porqué de la Gestión de la Naturaleza, Universidad de Navarra. Lección Inaugural del Curso Académico 2004-05, 73 pp. 
8.	Ariño, A.H., Baquero, E., Jordana, R, Imaging Soil Mesofauna. The land in between en: Digital Imagin of Biological Type Specimens, ENBI Christoph L. Häuser, Axel Steiner, Joachim Holstein & Malcolm J. Scoble (Eds.), 309 pp., ENBI Stuttgart 2005: 188-221, 2006
9.	Jordana, R. y Juampérez, Laura (eds.), Cincuenta años de Ciencias en la Universidad de Navarra, Pamplona, Eunsa, 1ª, 306 pp., 2010
10.	Enrique Baquero, Mª Lourdes Moraza, Arturo H. Ariño, Rafael Jordana. Mariposas diurnas de Pamplona. Colección Biodiversidad Urbana de Pamplona. Ayuntamiento de Pamplona, pp. 136., 2011
11.	Rafael Jordana, Synopses on Palaearctic Collembola. Capryinae & Entomobryini, Soil Organisms, 84:1-391, 2012.
12.	Arino, Baquero & Jordana, Imaging soil mesofauna the land in between 0001 Nueva edición en coreano, 2014
13.	Rafael Jordana, La ciencia en el horizonte de una razón ampliada, La evolución y el hombre a la luz de las Ciencias biológicas y metabiológicas. Unión Editorial, Madrid, 2016
14.	R. Jordana, Andrés-Gallego J., Arana, J. Burgos, J.M., Castilla de Cortazar, B., Génova, G., Gómez Pérez, R., Corral, R., Pastor L.M., Polaino-Lorente, A. de Santiago, M.. Sánchez-Palencia, A. Ideas 9, sobre la ciencia en el horizonte de una razón ampliada, de Rafael Jordana, Aedos 192 pp. 85 pp., 2018
15.	Rafael Jordana & Penelope Greenslade, Biogeographical and ecological insights from Australasian faunas: the megadiverse collembolan genus, Entomobrya (Entomobryidae) Monograph.(Zootaxa 4770) 104 pp.; ISBN 978-1-77670-919-9 (paperback), ISBN 978-1-77670-920-5 (edición online) 6 de mayo de 2020